# ゲオルク・カスパー・シュールマン

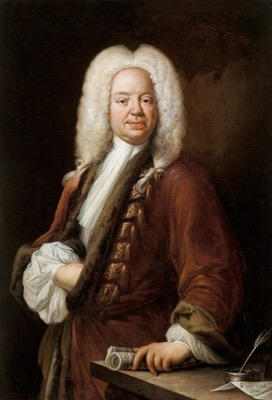
ゲオルク・カスパー・シュールマン

ゲオルク・カスパー・シュールマン（Georg Caspar Schürmann, 1672年または1673年 - 1751年2月25日）は、ドイツの作曲家。高地ドイツ語ではScheuermann（ショイアーマン）と表記される。

## 生涯
ノイシュタット・アム・リューベンベルゲ出身。郷里のニーダーザクセン州で声楽を含む音楽を学び、1693年にはハンブルクの歌劇場オーパーアムゼンセマルクトで男性アルト歌手となった。1694年、ブラウンシュヴァイク＝ヴォルフェンビュッテル侯アントン・ウルリヒがヴォルフェンビュッテルに建設したザルツダールム城の完成式典にカンタータを作曲した。1697年にゲスト公演のためハンブルクの南東50kmのリューネブルクで客演をした際、その歌にアントン・ウルリヒは感銘を受け、その場で彼を雇用し、オペラと教会音楽を担当させた。イタリア留学の後、1702年から1707年にザクセン＝マイニンゲン公国の宮廷作曲家・楽長を務めた。1707年にブラウンシュヴァイク＝ヴォルフェンビュッテル侯国に楽長として復帰し、ヴォルフェンビュッテルで生涯を終えた。

## 作品
シュールマンは30以上のオペラを残したが、ほとんどは散逸してしまっている。豊かな和声、綿密な対位法、形式の柔軟な扱い、効果的な表現法が特徴である。
- 歌劇『イアーソンまたは金羊毛の略奪』
- 歌劇『忠実なアルチェステ』

## 文献
- Robert Eitner (1891). "Schürmann, Georg Caspar". Allgemeine Deutsche Biographie (ドイツ語). Vol. 33. Leipzig: Duncker & Humblot. pp. 94–96.
- Gustav Friedrich Schmidt: Die frühdeutsche Oper und die musikdramatische Kunst Georg Kaspar Schürmanns.  2 Bde. Regensburg 1933